# 임하람 (뮤지컬 배우)
임하람(1986년 2월 2일 ~ )은 대한민국의 뮤지컬 배우다. 2009년 뮤지컬 '바람을 불어라'로 데뷔했다.

## 방송
- 더블 캐스팅 (2020) - Top71